# Joseph Schröffer
Joseph Schröffer (Ingolstadt, 20 febbraio 1903 – Norimberga, 7 settembre 1983) è stato un cardinale e arcivescovo cattolico tedesco.

## Biografia
Nacque a Ingolstadt il 20 febbraio 1903 e compì gli studi prima al seminario diocesano di Eichstätt e poi a Roma, alla Pontificia Università Gregoriana.
Fu ordinato presbitero il 28 ottobre 1928 a Roma, città in cui proseguì gli studi fino al 1931 e poi prestò servizio pastorale presso la comunità tedesca della capitale fino al 1933. In quest'anno fece rientro in patria per diventare insegnante nel seminario diocesano di Eichstätt, incarico che svolse fino al 1941, quando fu promosso vicario generale della diocesi.
Il 23 luglio 1948 papa Pio XII lo nominò vescovo di Eichstätt. Fu consacrato il 21 settembre dello stesso anno da Joseph Otto Kolb, arcivescovo di Bamberga, co-consacranti Joseph Wendel, vescovo di Spira, e Arthur Michael Landgraf, vescovo ausiliare di Bamberga. 
Prese parte al Concilio Vaticano II. Il 17 maggio 1967 fu nominato segretario della Congregazione per i seminari e le università degli studi. Dopo aver rinunciato alla sua diocesi, fu nominato arcivescovo titolare di Volturno il 2 gennaio 1968.
Papa Paolo VI lo elevò al rango di cardinale nel concistoro del 24 maggio 1976. Partecipò al I e al II conclave del 1978.
Morì il 7 settembre 1983 all'età di 80 anni. Fu sepolto nella cattedrale di Eichstätt.

## Genealogia episcopale e successione apostolica
La genealogia episcopale è:
- Cardinale Scipione Rebiba
- Cardinale Giulio Antonio Santori
- Cardinale Girolamo Bernerio, O.P.
- Arcivescovo Galeazzo Sanvitale
- Cardinale Ludovico Ludovisi
- Cardinale Luigi Caetani
- Cardinale Ulderico Carpegna
- Cardinale Paluzzo Paluzzi Altieri degli Albertoni
- Papa Benedetto XIII
- Papa Benedetto XIV
- Papa Clemente XIII
- Cardinale Bernardino Giraud
- Cardinale Alessandro Mattei
- Cardinale Pietro Francesco Galleffi
- Cardinale Giacomo Filippo Fransoni
- Cardinale Antonio Saverio De Luca
- Arcivescovo Gregor Leonhard Andreas von Scherr, O.S.B.
- Arcivescovo Friedrich Josef von Schreiber
- Arcivescovo Franz Joseph von Stein
- Arcivescovo Joseph von Schork
- Vescovo Ferdinand von Schlör
- Arcivescovo Johann Jakob von Hauck
- Arcivescovo Joseph Otto Kolb
- Cardinale Joseph Schröffer

La successione apostolica è:
- Vescovo Alois Brems (1968)